# Odontota mundulus
Odontota mundulus là một loài bọ cánh cứng trong họ Chrysomelidae. Loài này được Sanderson miêu tả khoa học năm 1951.